# Damiano Ferronetti
Damiano Ferronetti (n.  en Albano Laziale el 1 de noviembre de 1984) es un futbolista italiano, que juega como defensor. Actualmente juega en el Genoa de la Serie A de Italia.

## Carrera
Comenzó a jugar profesionalmente con el A.S. Roma. Luego fue prestado al U.S. Triestina Calcio de la Serie B durante la temporada 2003-2004. Durante el verano de 2004, se vio envuelto en la transferencia de Matteo Ferrari, cuya mitad del pase fue vendido al Parma F.C.
En junio de 2007, todos sus derechos fueron comprados por el Parma, pero en agosto del mismo año fue cambiado con Damiano Zenoni.
A pesar de que estuvo en la nómina de la Selección Italiana que jugó el Campeonato Europeo Sub-21, no jugó ningún partido.

## Trayectoria
| Club      | País   | Año         |
| --------- | ------ | ----------- |
| Roma      | Italia | 2002 - 2003 |
| Triestina | Italia | 2003 - 2004 |
| Parma     | Italia | 2004 - 2007 |
| Udinese   | Italia | 2007 - 2012 |
| Torino    | Italia | 2012        |
| Genoa     | Italia | 2012        |